# Emily the Criminal
Pour plus de détails, voir Fiche technique et Distribution.
Emily the Criminal est un film américain réalisé par John Patton Ford et sorti en 2022.

## Synopsis
Emily, qui a quitté ses études précocement, se retrouve à faire un travail ne couvrant pas ses dettes. Sa vie bascule lorsque, par l'intermédiaire d'un collègue, elle rencontre un homme lui proposant de gagner de l'argent rapidement.

## Fiche technique
- Titre : Emily the Criminal
- Réalisation : John Patton Ford
- Scénario : John Patton Ford
- Photographie : Jeff Bierman
- Montage : Harrison Atkins
- Décors :
- Musique : Nathan Halpern
- Production : Tyler Davidson, Aubrey Plaza, Drew Sykes
- Société de production :
- Pays d'origine :   États-Unis
- Format : Couleurs
- Genre : Drame
- Durée : 1h37
- Date de sortie : 24 janvier 2022 aux États-Unis (Festival de Sundance), 12 août 2022 au Canada, 9 septembre 2022 en France (Festival de Deauville)

## Distribution
- Aubrey Plaza (VF : Alice Taurand) : Emily
- Theo Rossi (VF : Emmanuel Garijo) : Youcef
- Megalyn Echikunwoke (VF : Fily Keita) : Liz
- Bernardo Badillo (VF : Nessym Guetat) : Javier
- Jonathan Avigdori (VF : Thomas Roditi) : Khalil
- Sheila Korsi (VF : Cathy Cerda) : Luna
- Gina Gershon (VF : Juliette Degenne) : Alice
- John Billingsley (VF : Michel Dodane) : le recruteur

## Récompense
- Prix du public du Festival du cinéma américain de Deauville 2022